# Чен Ћингчен
Чен Ћингчен (кинески: 陈清晨; рођена 23. јуна 1997. године) је кинеска играчица бадминтона специјализована за категорију парова. Чен је олимпијска шампионка, четворострука свјетска шампионка, двострука златна медаља на Азијским играма и двострука шампионка Азије. Са партнерком Ђа Јифан, Чен је освојила сребро у женском пару на Љетњим олимпијским играма 2020. године и злато у истом такмичењу на Љетњим олимпијским играма 2024.
Чен је освојила прво мјесто у свијету у двије категорије: мјешовити пар са Џенг Сивеи у децембру 2016. године и женски пар са Ђа Јифан у новембру 2017. године.
Чен је започела своја спортска постигнућа под вођством свог тренера Ли Јонгбоа, са партнерком у женском пару Ђа Иифан, и у мјешовитом пару са Џенг Сивеи. Завршила је СБФ сезону 2016. године освојивши титулу најперспективнијег играча године Свјетске бадминтонске федерације. Освојила је титуле на финалу СБФ суперсерије 2016. године у женском и мјешовитом пару. У 2017. години, Чен је награђена титулом БВФ најбољом играчицом године, након што је ушла у финале Свјетске суперсерије у Дубаију као први носилац у женским и мјешовитим паровима, а такође је освојила злато у женском пару и сребро у мјешовитом пару на Свјетском првенству у бадминтону 2017. године. У женском пару освајала је златне медаље на свјетским првенствима 2021, 2022. и 2023. године, на Азијским играма 2018. и 2022. и на првенству Азије 2019. године.